# Patrick Fleming (franciszkanin)
Patrick Fleming (ur. 17 kwietnia 1599 w Lagan, zm. 7 listopada 1631 pod Benešovem) – irlandzki franciszkanin, historyk, zamordowany podczas wojny trzydziestoletniej.

## Biografia

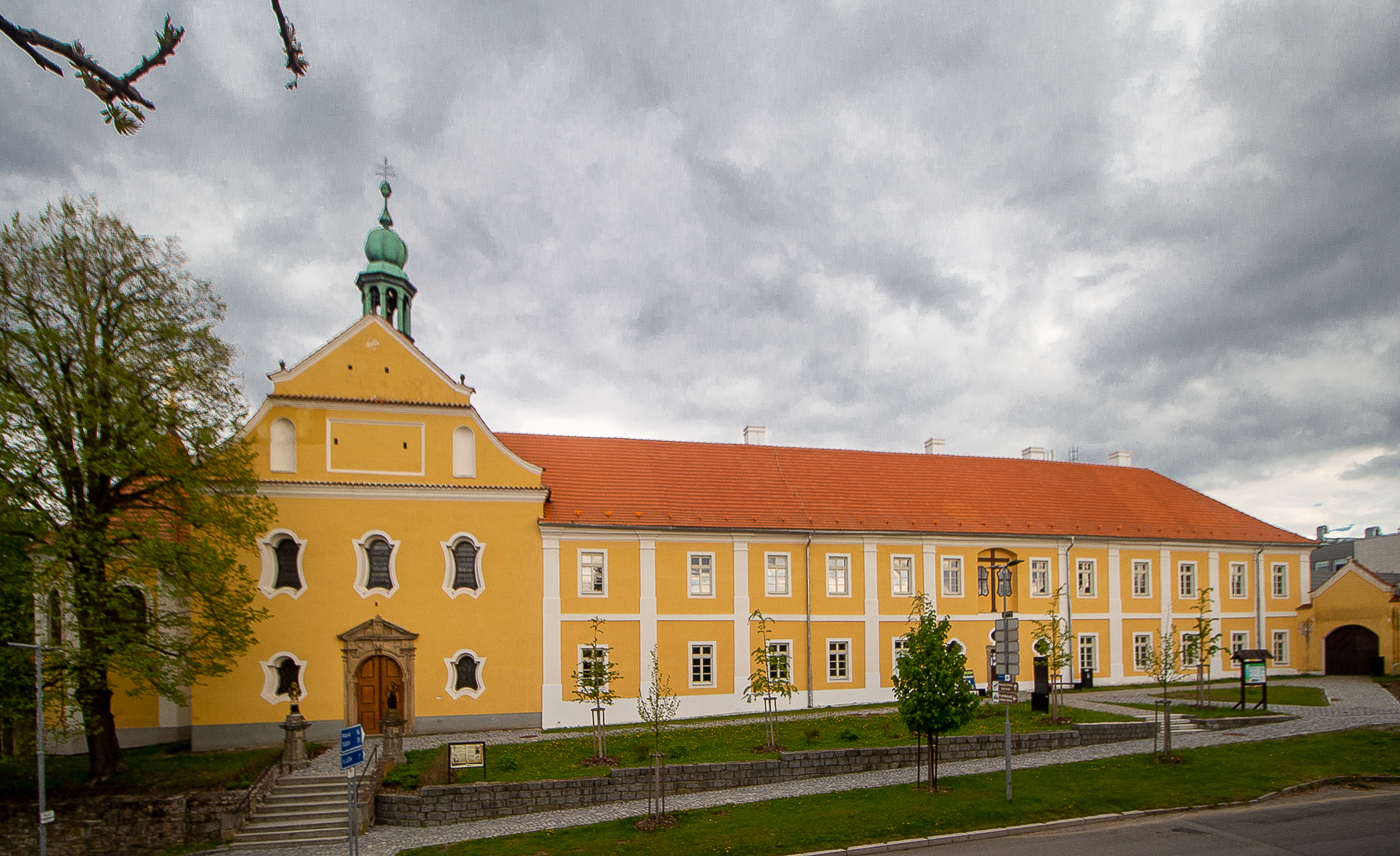
Klasztor w Voticach

Christopher Fleming urodził się w Lagan, w hrabstwie Louth w Irlandii 17 kwietnia 1599 roku. Rodzice Gerald Fleming i Elizabeth Cusack byli szlachcicami. Wuj Christophera, ksiądz Christopher Cusack założył kolegia irlandzkie w Douai, Antwerpii i Lille. W 1612 roku w związku ze wzrostem prześladowań ludności katolickiej w Irlandii, Fleming wyjechał na kontynent. Rozpoczął studia w Douai we Flandrii, a następnie w Kolegium św. Antoniego w Leuven. 17 marca 1617 roku wstąpił do franciszkanów, przyjmując imię zakonne Patrick. W 1618 złożył śluby zakonne. W 1623 wyjechał do Rzymu. Po studiach filozoficzno-teologicznych w Irlandzkim Kolegium św. Izydora przyjął święcenia kapłańskie.
Jako młody kapłan został wysłany do Leuven, gdzie przez kilka lat prowadził wykłady z filozofii. Zyskując opinię systematycznego uczonego i dobrego zarządcy, został wysłany jako przełożony do założonego przez obserwantów Kolegium Niepokalanego Poczęcia w Pradze. W kolegium praskim Fleming wykładał teologię. Od 1618 roku trwała w Europie wojna trzydziestoletnia. Gdy w 1631 roku wojska księcia elektora Saksonii wkroczyły do Czech i otoczyły Pragę, o. Fleming w towarzystwie rodaka franciszkanina Matthew Hoara uciekł z miasta. Irlandczycy zostali jednak schwytani przez uzbrojonych chłopów kalwińskich i zamordowani pod Benešovem 7 listopada 1631 roku. Ciało zakonnika zostało przewiezione i pochowane w klasztorze franciszkańskim w Voticach
.
O. Fleming prowadził badania w zakresie historii chrześcijaństwa w Irlandii. Współpracował z w tym zakresie ze swoim rodakiem franciszkaninem Hugh Wardem. Przed wyjazdem z Leuven do Pragi Fleming zebrał liczne materiały dotyczące wczesnochrześcijańskiej Irlandii. Napisał „Żywot św. Kolumby opata z Hy”, który został wydany już po jego śmierci. Spod pióra Fleminga wyszła biografia Hugh MacCaghwella oraz kronika fundacji irlandzkiej w Ratyzbonie. W 1667 roku wydane zostały jego listy do Hugh Ratisona o życiu i dziele irlandzkich świętych.